# Eishockey in Erfurt
Die Geschichte des Eishockeys in Erfurt beginnt vor dem Zweiten Weltkrieg. Diese Zeit ist in aktuellen Veröffentlichungen spärlich dokumentiert, gesichert ist jedoch eine Teilnahme des Bobclubs Erfurt an der Deutschen Meisterschaft im Januar 1934 in Schierke. Erfolgreichster aktueller Verein ist der EHC Erfurt, dessen erste Mannschaft als „Black Dragons“ in der Oberliga Nord (dritthöchste nationale Spielklasse) spielt. Im EHC gibt es außerdem eine zweite Mannschaft sowie mehrere Nachwuchsmannschaften. Weitere kleinere Vereine unterhalten ebenfalls Eishockeyabteilungen (SC Medizin, ESC, BSG Fiskus).

## Geschichte

### Eishockey in Erfurt

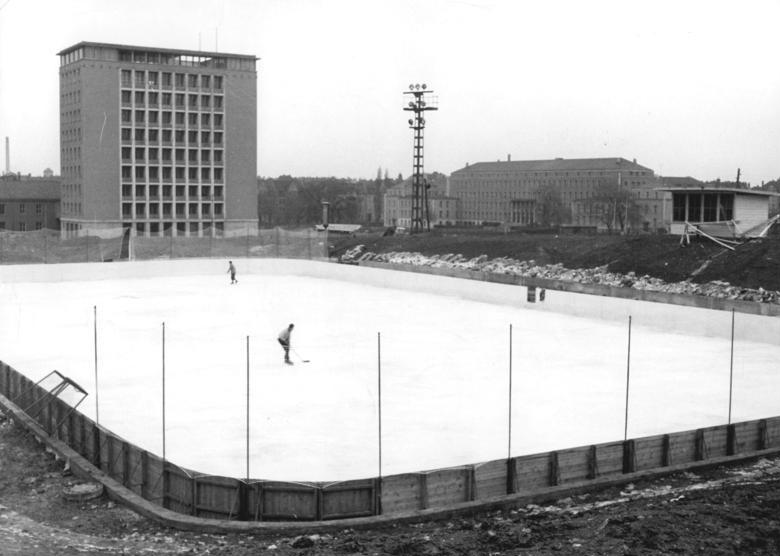
Kunsteisbahn Erfurt während des Baus, 1957

In den Jahren nach dem Zweiten Weltkrieg wurde als erster Eishockeyverein KWU Erfurt gegründet. Sie spielten noch auf einem Tennisplatz, der im Winter zur Eisfläche wurde.
Ab den 1950er Jahren wurde das Eishockey in Erfurt populär. Hierbei spielte die 1957 gegründete Sektion Eissport des SC Turbine Erfurt eine wichtige Rolle, denn im selben Jahr wurde auch das noch offene erste Kunsteisstadion Erfurts gebaut. Turbine spielte unter professionellen Bedingungen bis 1970 in der DDR-Oberliga. Aufgrund des Beschlusses der DDR-Sportführung, alle geförderten Stützpunkte bis auf die Dynamo-Klubs aus Weißwasser und Berlin aufzulösen, wurde leistungssportliches Eishockey im Spätsommer 1970 in Erfurt von einem Tag auf den anderen eingestellt. Die alten Spieler fanden sich größtenteils als Amateure in der BSG Motor Optima Erfurt wieder zusammen und wechselten um 1980 zur BSG HO Lebensmittel (später nur BSG HO). Die Männermannschaft der BSG nahm jährlich an der Bestenermittlung (eine Art Amateur-Meisterschaft) teil und belegte mehrmals vordere Plätze. Nachwuchsarbeit war zwischen 1970 und 1990 nur sehr eingeschränkt (zeitweise gar nicht) möglich. Im Jahre 1979 wurde das alte Eisstadion abgerissen und eine neue Eishalle und eine offene Eisschnelllaufbahn entstanden.

### Entwicklung nach 1990

Logo des Eissportclub Erfurt

1990 trat die breitensportlich orientierte Sektion Eishockey der damaligen BSG HO Erfurt in der Hoffnung auf bessere Bedingungen für die Entwicklung der Sportart dem am 20. Oktober 1989 gegründeten ESC Erfurt bei. Seit der Saison 1991/92 nahm die erste Männermannschaft, die sich später Black Dragons nannte, erfolgreich am Spielbetrieb teil und erreichte in der ersten Saison sogar Platz eins der Hessenliga. Den wohl größten Erfolg feierten die Erfurter Männer mit der Hessenmeisterschaft und dem ersten Platz in der Relegation der Regionalliga Nordrhein-Westfalen und dem damit verbundenen Aufstieg in die 1. Liga Nord. Auch dort konnte die Mannschaft mithalten, verpasste jedoch die Teilnahme an den Playoffs zur 2. Bundesliga, welche aber im folgenden Jahr erreicht wurden.
Ein Jahr später begannen die Probleme. Auf Grund finanzieller Misswirtschaft meldete der ESC nach der Saison 2000/01 Insolvenz an und die Black Dragons zogen sich aus dem Spielbetrieb der Oberliga zurück. In der Sachsenliga erfolgte der Neuaufbau, welcher die neu gegründete Regionalliga Ost folgte. Seit der Saison 2005/06 spielten die Black Dragons in der Regionalliga.

### Ausgliederung aus dem ESC Erfurt
2006 wurde die erste Männerschaft aus dem ESC ausgegliedert. Dabei ist der EHC Erfurt entstanden, der neuer Heimatverein der Black Dragons wurde. Grund für die Ausgliederung war unter anderem beide Vereine finanziell und wirtschaftlich zu schützen. In der Saison 2006/07 ging der EHC Erfurt erstmals in der Regionalliga Nord/Ost an den Start. Zwar wurde am Ende der Saison der Sprung auf die Aufstiegsplätze verpasst, aber der Verein bekam trotzdem die Chance sich für die Oberliga 2007/08 zu bewerben. Nachdem die Lizenz für die dritthöchste Spielklasse erteilt war, benannte sich der Stammverein in EHC Thüringen um. Im Mai 2007 folgte ein Teil der Junioren des ESC Erfurt den Männern und wurden Bestandteil des EHC. Sportlich verlief die Saison nicht zufriedenstellend. Nachdem bereits im Herbst einige Spieler der Oberligamannschaft aus wirtschaftlichen Gründen abgegeben und durch Nachwuchs- und Amateurspieler ersetzt wurden, stand am Ende der Saison der Abstieg und die Beantragung einer Spiellizenz für die Regionalliga Nord/Ost. Im Sommer 2010 benannte sich der Verein wieder in EHC Erfurt um und stieg im Rahmen einer Ligenreform in die Oberliga Ost auf.
Eine Mannschaft des ESC Erfurt spielt inzwischen wieder in der fünftklassigen Thüringenliga. Weitere Eishockeyvereine in Erfurt sind der SC Medizin Erfurt (Mannschaftsbezeichnung „Kojoten“) und die BSG Fiskus Erfurt „Hurricane-V2“, welche ebenfalls in der Thüringenliga spielen. Der EHC Erfurt stellt weiterhin eine II. Mannschaft in der Regionalliga Ost und eine III. Mannschaft in der Thüringenliga.

## Platzierungen
| Saisonergebnisse der 1. Männermannschaft | Saisonergebnisse der 1. Männermannschaft | Saisonergebnisse der 1. Männermannschaft | Saisonergebnisse der 1. Männermannschaft |
| Saison                                   | Liga                                     | Platzierung                              | Endrunde |
| ---------------------------------------- | ---------------------------------------- | ---------------------------------------- | --- |
| 1990/91                                  | Sachsenliga                              |                                          | − |
| 1991/92                                  | Hessenliga                               | 1. Platz                                 | − |
| 1992/93                                  | Hessenliga                               | 6. Platz                                 | − |
| 1993/94                                  | Hessenliga                               | 2. Platz                                 | − |
| 1994/95                                  | Regionalliga Hessen/Thüringen            | 1. Platz                                 | − |
| 1995/96                                  | Regionalliga Hessen/Thüringen            | 1. Platz                                 | − |
| 1996/97                                  | Regionalliga Hessen/Thüringen            | 1. Platz                                 | Staffelsieger / 2. Platz Relegation zum Aufstieg 2. Liga Nord                                                                                 |
| 1997/98                                  | Regionalliga Nordrhein-Westfalen         | 1. Platz                                 | Aufstieg in die 1. Liga Nord |
| 1998/99                                  | 1. Liga Nord                             | 6. Platz                                 | Teilnahme an der Relegation zur 1. Liga Nord (später Oberliga Nord)                                                                           |
| 1999/00                                  | Oberliga Nord                            | 4. Platz                                 | Aufstiegs-Play-offs Bundesliga (1. Runde mit 1:3 (4:3, 2:5, 5:8, 1:3) an Grizzly Adams Wolfsburg gescheitert)                                 |
| 2000/01                                  | Oberliga Nord                            | 10. Platz                                | finanzieller Rückzug |
| 2001/02                                  | Sachsenliga                              | 4. Platz                                 | − |
| 2002/03                                  | Regionalliga Ost                         | 6. Platz                                 | Relegation: 1. Platz |
| 2003/04                                  | Regionalliga Ost                         | 8. Platz                                 | Relegation: 4. Platz |
| 2004/05                                  | Regionalliga Ost                         | 4. Platz                                 | Relegation: 10. Platz |
| 2005/06                                  | Regionalliga Nord/Ost                    | 3. Platz                                 | Relegation: 5. Platz |
| 2006/07                                  | Regionalliga Nord/Ost                    | 5. Platz                                 | − |
| 2007/08                                  | Oberliga Nord                            | 9./19.1                                  | Playdowns (0:4 gegen ESC Halle 04, 0:4 gegen Eisbären Juniors Berlin), Abstieg in die Regionalliga                                            |
| 2008/09                                  | Regionalliga Ost                         | 2. Platz                                 | Vizemeister Playoffs: Halbfinale 2:1 (8:1, 2:6, 8:7) gegen EHV Schönheide, Finale 1:2 (1:8, 4:3 n. P., 2:8) gegen ECC Preussen Juniors Berlin |
| 2009/10                                  | Regionalliga Ost                         | 4. Platz                                 | Aufstieg |
| 2010/11                                  | Oberliga Ost                             | 3. Platz                                 | Pokalsieg OL Ost (Startberechtigung für DEB-Pokal 2011)                                                                                       |
| 2011/12                                  | Oberliga Ost                             | 3. Platz                                 | 2. Platz Pokalrunde OL Ost |
| 2012/13                                  | Oberliga Ost                             | 7. Platz                                 | 5. Platz Pokalrunde OL Ost |
| 2013/14                                  | Oberliga Ost                             | 2. Platz                                 | 2. Platz Pokalrunde OL Ost, 6. Platz OL Endrunde Gr. B                                                                                        |
| 2014/15                                  | Oberliga Ost                             | 3. Platz                                 | 7. Platz Endrunde RL-Mitte |
| 2015/16                                  | Oberliga Nord                            | 13. Platz                                | – |
| 2016/17                                  | Oberliga Nord                            | 10. Platz                                | Pre-Playoffs |
| 2017/18                                  | Oberliga Nord                            | 10. Platz                                | 3. Platz Qualifikation |
| 2018/19                                  | Oberliga Nord                            | 11. Platz                                | Pre-Playoffs |
| 2019/20                                  | Oberliga Nord                            | 11. Platz                                | Hauptrunde |
| 2020/21                                  | Oberliga Nord                            | 8. Platz                                 | 8. Platz Oberliga Nord / Pre-Playoffs / Play Offs Achtelfinale                                                                                |
| 2021/22                                  | Oberliga Nord                            | 8. Platz                                 | 8. Platz Oberliga Nord / Pre-Playoffs Sieger / Play Offs Viertelfinale                                                                        |
| 2022/23                                  | Oberliga Nord                            | 10. Platz                                | 10. Platz Oberliga Nord / Pre-Playoffs |
| 2023/24                                  | Oberliga Nord                            | 8. Platz                                 | 8. Platz Oberliga Nord / Pre-Playoffs Sieger / Play Offs Achtelfinale                                                                         |
| 2024/25                                  | Oberliga Nord                            | 11. Platz                                | Hauptrunde |

1 x/y - x = Platzierung in der Staffel, y = Platzierung gesamt

### Aktuelle Ligenzugehörigkeit
| Mannschaft       | Liga               |
| ---------------- | ------------------ |
| Black Dragons    | Oberliga Nord      |
| Black Dragons II | Landesliga Sachsen |

### Nachwuchs
| Mannschaft   | Liga                      |
| ------------ | ------------------------- |
| Jugend       | Nordböhmische Jugendliga  |
| Schüler      | Ostdeutsche Nachwuchsliga |
| Knaben       | Ostdeutsche Nachwuchsliga |
| Kleinschüler | Ostdeutsche Nachwuchsliga |
| Bambini      | Ostdeutsche Nachwuchsliga |

## Spielstätte

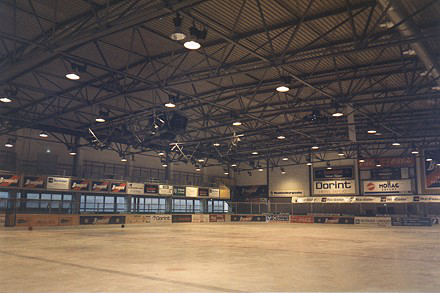
Die „Kartoffelhalle“ in Erfurt

Die Black Dragons Erfurt tragen ihre Heimspiele in der Eishalle an der Arnstädter Straße aus, die von den Fans „Kartoffelhalle“ genannt wird. Sie hat ein Fassungsvermögen von 1.200 Zuschauern. Der zweite Heimspielort in Ilmenau wurde nach der Saison 2007/08 wieder aufgegeben. Seit der Saison 2008/09 finden alle Heimspiele der Black Dragons wieder in der Erfurter Kartoffelhalle statt.